# Томас Карлайл
То́мас Карла́йл (англ. Thomas Carlyle, 4 грудня 1795 — 5 лютого 1881) — шотландський письменник, есеїст та історик. Працював у вікторіанську епоху.

## Біографія
Письменник походив із побожної сім'ї кальвіністів, його батьки бажали щоб син став проповідником, проте вступивши в Единбурзький університет, він переглянув своє ставлення до християнських догм.
Під час його роботи його особистим секретарем був відомий християнський письменник Едмунд Бішоп.
Кальвіністичні переконання Томаса супроводжували все життя.
У XX столітті Томаса Карлайла, поряд із Фрідріхом Ніцше, спекулятивно називають одним із засновників нацистської ідеології.
Лондонський будинок Томаса Карлайля, у якому він проживав з 1834 року і в якому помер, перетворено на музей «Дім Карлайля».

### Карлайл та Україна
Ідеї Карлайла про роль героїчної особистості в історії справили враження на гурт академічної української молоді в Київському університеті наприкінці ХІХ століття. Зокрема, вплив філософії історії Карлайла зазнав творець українського історичного гранд-наративу Михайло Грушевський, про що є згадка у його щоденнику.

### Відомі вислови
Томасу Карлайну належить відомий вислів:
|  | Революції готуються геніями, романтики їх роблять, а їх плоди використовують шахраї |

## Видання українською
- Томас Карлайл. «Герої, культ героїв та героїчне в історії» = On Heroes, Hero-Worship, & the Heroic in History / пер. з англ. Соломія Курило. — К. : Пропала грамота, 2024. — 264 с. — 1000 екз. — ISBN 9786177918225.